# Leptoconops minutus
Leptoconops minutus är en tvåvingeart som beskrevs av Gutsevich 1973. Leptoconops minutus ingår i släktet Leptoconops och familjen svidknott. Inga underarter finns listade i Catalogue of Life.